# Thomas Williams (Vizegouverneur)
Thomas Williams (geb. vor 1820; gest. nach 1830) war ein US-amerikanischer Politiker. Zwischen 1828 und 1830 war er Vizegouverneur des Bundesstaates South Carolina.
Über Thomas Williams gibt es so gut wie keine Quellen. Sein Leben und Wirken liegen weitgehend im Dunklen. Sicher ist nur, dass er zumindest zeitweise in South Carolina lebte und sich in den 1820er Jahren der Bewegung um Andrew Jackson anschloss. Er wurde Mitglied der von diesem 1828 gegründeten Demokratischen Partei. In diesem Jahr wurde er von der South Carolina General Assembly an der Seite von Stephen Decatur Miller zum Vizegouverneur seines Staates gewählt. Dieses Amt bekleidete er zwischen dem 10. Dezember 1828 und dem 9. Dezember 1830. Dabei war er Stellvertreter des Gouverneurs. Nach seiner Zeit als Vizegouverneur verliert sich seine Spur wieder.